# Banikane
Banikane is een gemeente (commune) in de regio Timboektoe in Mali. De gemeente telt 9400 inwoners (2009).
De gemeente bestaat uit de volgende plaatsen:
- Banikane
- Chambou
- Egayène
- Garbeye
- Gourzougueye
- Kaïwa
- Kel–Aznouchgrène
- Kel-Indiarène
- Kel-Intecheq
- Kel-Ouli–Est
- Kel-Wane
- Sanfatou
- Tagaminty
- Tourchawane